# Æthelwald von Lindisfarne
Æthelwald von Lindisfarne (auch Æthelwold, AEthelwald, Ethelwald; † 740) war ein angelsächsischer Heiliger und von 721 bis 740 Bischof von Lindisfarne.

## Leben

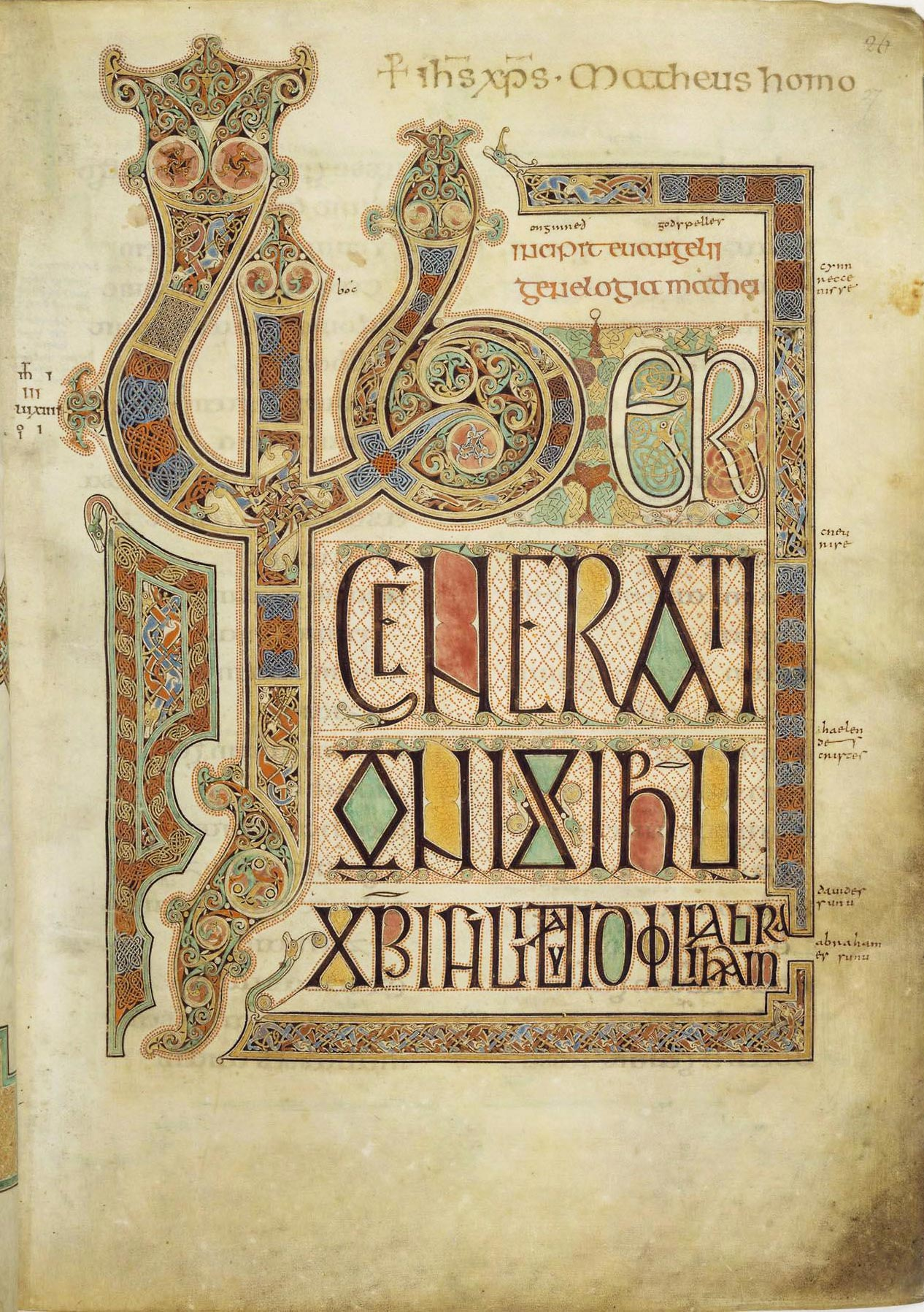
Incipit des Matthäus Evangeliums aus den Lindisfarne Gospels

Æthelwald wurde in Northumbria geboren.
Eine Legende berichtet, dass der damalige Priester Æthelwald um 686 Bischof Cuthbert von Lindisfarne auf seinen Reisen begleitete und Zeuge wurde, wie Cuthbert Æthelwalds Schwester von einer langwierigen und schmerzhaften Krankheit heilte.
Zunächst war er Prior und von 695 bis 721 bekleidete er im Kloster Mailros (Melrose) das Amt des Abtes. Im Jahr 721 wurde er zum Bischof von Lindisfarne ordiniert. Er ließ zu Ehren St. Cuthberts ein kunstvoll gearbeitetes Steinkreuz errichten, auf dem auch sein eigener Name eingemeißelt war.
Die Lindisfarne Gospels, ein Buch seines Amtsvorgängers Eadfrith, ließ er mit einem prachtvollen Einband versehen.
Die Bedeutung des Klosters Lindisfarne zu dieser Zeit erkennt man daran, dass König Ceolwulf von Northumbria, als er 737 abdankte, dem Kloster umfangreiche Ländereien vermachte  (Bregesne(Brainshaugh), Werceworde (?), Wudecestre (Woodchester), Hwitingham (Whittingham), Eadulfingham (Edlingham) und Eagwulfingham (Egglingham)), in dieses Kloster eintrat und dort die letzten 27 Jahre seines Lebens verbrachte.
Æthelwald starb 740 im Kloster Lindisfarne und wurde in dort in der Kathedrale begraben. In der Angelsächsischen Chronik wird sein Todesjahr abweichend mit 737 angegeben.

## Nachleben
Er war der letzte Bischof von Lindisfarne, der als Heiliger verehrt wurde. Seine Festtage sind der 12. Februar und der 21. April (Übertragung der Gebeine).
Im Jahr 875 verließ Bischof Eardulf mit den Mönchen aus Furcht vor Wikingerüberfällen das Kloster auf Holy Island. Sie nahmen die sterblichen Überreste der Heiligen Cuthbert, Eadberht, Eadfrith und Æthelwald mit nach Durham. Das Cuthbert-Kreuz war von den Wikingern zerstört worden, doch fügten die Mönche die Teile wieder zusammen und stellten es in Durham bei den Gräbern der Heiligen wieder auf. 998 weihten die Mönche eine steinerne Kirche als Ruhestätte der Heiligen.